# شهرداری تاراتا
شهرداری تاراتا (به اسپانیایی: Tarata Municipality) یک شهرداری در بولیوی است که در استان استبان آرسه واقع شده‌است. شهرداری تاراتا ۳۳۵ کیلومتر مربع مساحت و ۸٬۷۱۵ نفر جمعیت دارد و ۲٬۶۰۰ متر بالاتر از سطح دریا واقع شده‌است.